# Henry Haight

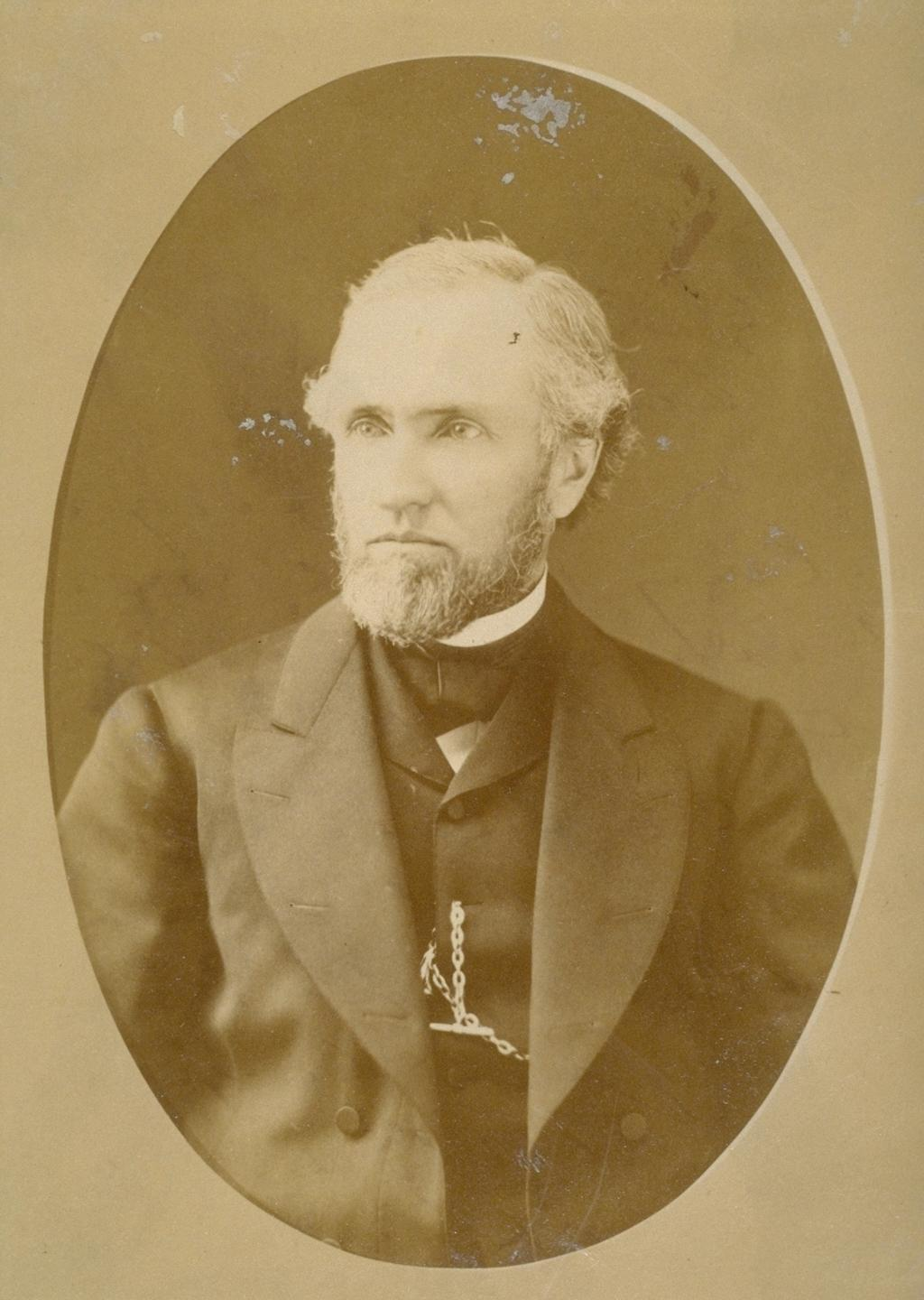
Henry Haight

Henry Huntly Haight, född 20 maj 1825 i Rochester, New York, död 2 september 1878 i San Francisco, Kalifornien, var en amerikansk demokratisk politiker. Han var den tionde guvernören i delstaten Kalifornien 1867-1871.
Han studerade vid Yale och arbetade som advokat. Han grundade som guvernör University of California. Haight dog på ett ryskt badhus i San Francisco.
Hans grav finns på Mountain View Cemetery i Oakland. Haight Street i området Haight-Ashbury i San Francisco har fått sitt namn efter Henry Haight.